# 大倉孫兵衛
大倉 孫兵衛（おおくら まごべえ、天保14年4月8日（1843年5月7日） - 大正10年（1921年）12月17日）は、幕末明治から大正にかけての実業家。家業の絵草紙屋から独立して絵草紙屋・萬屋を開店し後に大倉書店、大倉孫兵衛洋紙店（現・新生紙パルプ商事）を設立した。また、森村市左衛門との出会いから日本陶器（現・ノリタケ）、大倉陶園の設立に参加し日本の陶磁器産業に多大なる貢献をした。なお、3代目の大倉孫兵衛にあたる。

## 森村との出会い
天保14年（1843年）江戸・四谷伝馬町の絵草紙屋・萬屋（2代目大倉四郎兵衛）の次男として生まれる。日本橋1丁目で絵草紙屋を手伝っていた孫兵衛は、開港して間もない横浜に出かけては外国人を相手に錦絵を売っていた。
そのころ横浜で舶来品を仕入れて江戸の武家に売り歩いていた森村市左衛門と出会い、何度か合ううちに二人は意気投合し兄弟のような付き合いになっていった。そのような付き合いをするうちに孫兵衛は市左衛門の勧めで異母妹ふじと結婚することとなり、これを機に兄から独立し同じ屋号の絵草紙屋・萬屋を開店、主に豊原国周、昇斎一景、3代目歌川広重、落合芳幾、武田幾丸、月岡芳年、歌川芳虎、4代目歌川国政、楊洲周延、小林進斎、井上探景、安達吟光、東洋斎斐章らの開化絵、戦争絵などを出版していた。ただし、血みどろ絵のような作品は版行しなかった。万孫とも号し、日本橋通町1丁目、神田区通1丁目19番地で幕末から明治にかけて営業した。

## 大倉書店
絵草紙屋・萬屋を開店した孫兵衛は同業者の中でも出来の良い錦絵や地図を取り扱い注目を受けるようになり、自らニュース報道としての錦絵を続々と刊行し出版社としての歩みが始まった。まず新たに明治7年（1874年）に日本橋区通1丁目に絵草子屋兼出版業の錦栄堂を開店する。明治8年（1875年）9月15日、大倉書店を創業、明治10年には日本橋区通1丁目19で営業していた。
そして明治・大正期における日本を代表する出版社として葛飾北斎や歌川広重の画集をはじめ、「ことばの泉」（国語辞典）、「独和大辞典」のほか、夏目漱石の初めての単行本「吾輩ハ猫デアル」も大倉書店から刊行された。
出版社として道を着々とたどる大倉書店は義弟の大倉保五郎に譲り、その後も隆盛を極めたが大正12年（1923年）9月1日の関東大震災で全焼という大打撃を受けて復興にいたらず、更に昭和27年（1952年）にも火災に遭うなどしてついには廃業した。

## 大倉孫兵衛洋紙店
大倉書店で使う輸入洋紙を仕入れに横浜に赴いた孫兵衛は利ざやの大きさに驚かされ、洋紙の販売も手がけるようになり大倉孫兵衛紙店なるものを創業した。
明治22年（1889年）店名を「大倉孫兵衛洋紙店」と改めた。当時、第2次の製紙会社設立ブームが起こり富士製紙、千寿製紙、東京板紙、四日市製紙など洋紙の国内生産が激増していった時期と重なる。
折しも操業が始まろうとしていた富士製紙の大株主が森村市左衛門であったことから、孫兵衛に紙を扱って欲しいとの依頼があり引き受け洋紙店の基盤が出来て行った。現在でもなお新生紙パルプ商事として歴史は続いている。

## 森村組への参加
義兄弟となった孫兵衛は、森村市左衛門が明治9年（1876年）に設立した貿易商社「森村組」に初期の段階から参加していた。明治37年（1904年）に市左衛門、飛鳥井孝太郎らとともに日本陶器合名会社を設立、製陶業の発展に尽力した。

## 作品
- 月岡芳年 『騎兵隊歩兵隊大調練之図』 大判3枚続 慶応3年
- 月岡芳年 『豊臣昇進録』 大判3枚続 ※「島左近」、「矢作橋」、「大徳寺焼香場」など4種類 明治元年ころ
- 落合芳幾 『新吉原角街稲本楼ヨリ仲之街仁和賀一覧之図』 大判3枚続 明治2年（1869年）
- 歌川芳虎 『I RO HA NI HO HE TO』 大判3枚続 明治3年 マスプロ美術館所蔵
- 豊原国周 『新吉原江戸町壹丁目金瓶楼上図』 大判3枚続 明治3年 奈良教育大学図書館所蔵
- 豊原国周 『東京三十六会席』 大判揃物 明治3年
- 豊原国周『新板狂言外題尽 新板色読』 大判 明治4年
- 昇斎一景 『東京名所之内』 大判揃物 明治4年
- 昇斎一景 『高輪鉄道蒸気車之全図』 大判3枚続 明治5年
- 昇斎一景 『博覧会諸人群集之図』 大判3枚続
- 3代目歌川広重 『東京汐留鉄道御開業祭礼図』
- 3代目歌川広重 『東京名所之内新橋ステーション蒸汽車鉄道図』
- 3代目歌川広重 『東京開化卅六景』 大判揃物
- 月岡芳年 『光明七陽盛』 大判7枚揃 明治9年
- 3代目歌川広重 『大日本物産図会』 大判118枚揃 明治10年
- 落合芳幾 『横浜英吉利西商館繁栄図』
- 武田幾丸 『横浜海岸外国館煉瓦造図』
- 楊洲周延 『西海暴動電信紀聞』 大判3枚続 明治10年
- 楊洲周延 『鹿児島城激戦ノ図』 大判3枚続 明治10年
- 歌川芳虎 『東京築地海軍省軽気球試験並ニ従西洋館眺望図』
- 小林進斎 『上野公園地博覧会御開業図』 大判3枚続 明治10年
- 月岡芳年 『鹿児島両勇一騎討之図』
- 4代目歌川国政 『中宵宮五人侠客』 大判6枚揃 明治12年
- 3代目歌川広重 『東京名所之内銀座通煉瓦造鉄道馬車往復図』 大判3枚続 明治15年
- 東洋斎斐章『花房公使朝鮮国応接之図』 大判3枚続 明治15年
- 月岡芳年 『明治小史年間紀事』 大判揃物
- 安達吟光 『大日本婦人束髪図解』 大判3枚続 明治18年 江戸東京博物館、千葉市美術館、神奈川県立歴史博物館所蔵
- 井上探景 『東京九段坂上靖国神社真景』 大判3枚続 明治20年
- 井上探景 『九段坂上靖国神社庭内真図』 大判3枚続 明治21年
- 井上探景 『東京九段坂上靖国神社真景』 大判3枚続 明治21年
- 井上探景 『憲法発布青山観兵式真図』 大判3枚続 明治22年
- 安達吟光 『新皇居於テ正殿憲法発布式之図』 大判3枚続 明治22年

## 親族
- 父・大倉四郎兵衛[2]
- 大倉保五郎 - 義弟（妻の弟）。大倉書店と大倉洋紙の店主。日本書籍社長。千葉県鈴木与四郞の七男として1857年に生まれ、大倉きとの養子となる[3]。
- 妻・なつ（1847年生、鈴木与四郞の長女）
- 大倉和親 - 長男。TOTO・INAX・大倉陶園創業者。
- 百木三郎 - 四女ミヤの夫[4]。東洋陶器第2代社長。
- 大倉邦彦 - 大倉孫兵衛の孫娘富美の夫。
- 大倉らいた - 大倉孫兵衛か大倉保五郎の曾孫[5]。小説家。